# O’Dayne Richards
O’Dayne Richards (ur. 14 grudnia 1988) – jamajski lekkoatleta, specjalizujący się w pchnięciu kulą. 
W 2011 zdobył złote medale mistrzostw Ameryki Środkowej i Karaibów oraz uniwersjady. W 2013 ponownie zwyciężył na mistrzostwach Ameryki Środkowej i Karaibów. Złoty medalista igrzysk Wspólnoty Narodów w Glasgow (2014). W 2015 został mistrzem igrzysk panamerykańskich oraz zdobył brąz mistrzostw świata w Pekinie. Stawał na podium mistrzostw Jamajki (m.in w 2011). 
Rekord życiowy: stadion – 21,96 m (16 lipca 2017, Rabat) były rekord Jamajki, hala – 20,68 m (1 lutego 2019, Nehvizdy) były rekord Jamajki.

## Osiągnięcia
| Rok  | Impreza                                  | Miejsce        | Lokata            | Wynik |
| ---- | ---------------------------------------- | -------------- | ----------------- | ----- |
| 2010 | Młodzieżowe mistrzostwa NACAC            | Miramar        | 3. miejsce        | 18,03 |
| 2010 | Igrzyska Ameryki Środkowej i Karaibów    | Mayagüez       | 2. miejsce        | 18,74 |
| 2011 | Mistrzostwa Ameryki Środkowej i Karaibów | Mayagüez       | 1. miejsce        | 19,16 |
| 2011 | Uniwersjada                              | Shenzhen       | 1. miejsce        | 19,93 |
| 2013 | Mistrzostwa Ameryki Środkowej i Karaibów | Morelia        | 1. miejsce        | 20,97 |
| 2013 | Mistrzostwa świata                       | Moskwa         | el. – 20. miejsce | 19,08 |
| 2014 | Halowe mistrzostwa świata                | Sopot          | el. – 14. miejsce | 19,77 |
| 2014 | Igrzyska Wspólnoty Narodów               | Glasgow        | 1. miejsce        | 21,61 |
| 2014 | Puchar interkontynentalny                | Marrakesz      | 2. miejsce        | 21,10 |
| 2015 | Igrzyska panamerykańskie                 | Toronto        | 1. miejsce        | 21,69 |
| 2015 | Mistrzostwa świata                       | Pekin          | 3. miejsce        | 21,69 |
| 2016 | Igrzyska olimpijskie                     | Rio de Janeiro | 8. miejsce        | 20,64 |
| 2017 | Mistrzostwa świata                       | Londyn         | el. – 19. miejsce | 19,95 |
| 2018 | Halowe mistrzostwa świata                | Birmingham     | 11. miejsce       | 19,93 |
| 2018 | Igrzyska Wspólnoty Narodów               | Gold Coast     | 4. miejsce        | 20,80 |
| 2018 | Igrzyska Ameryki Środkowej i Karaibów    | Barranquilla   | 1. miejsce        | 21,02 |
| 2018 | Mistrzostwa NACAC                        | Toronto        | 1. miejsce        | 20,89 |
| 2019 | Igrzyska panamerykańskie                 | Lima           | 5. miejsce        | 20,07 |
| 2019 | Mistrzostwa świata                       | Doha           | el. – 22. miejsce | 20,07 |